# وشم خوش‌رنگ
وشم خوش‌رنگ (نام علمی: Nothoprocta ornata) نام یک گونه از زیرخانواده وشم‌های بیابانی است.